# 9·11 테러가 경제에 미친 영향
2001년 9·11 테러 이후 전 세계 주식 시장이 급락하는 초기 충격이 뒤따랐다. 국내외 시장에서 일부 업종 기업의 주식이 특히 큰 타격을 입었다. 여행 및 엔터테인먼트 주식은 하락한 반면, 통신, 제약, 군사/방위 산업 주식은 상승했다. 온라인 여행사는 특히 레저 여행객을 대상으로 하기 때문에 큰 피해를 입었다. 테러 자체로 인해 약 400억 달러의 보험 손실이 발생했으며, 이는 역사상 가장 큰 보험 사건 중 하나로 기록되었다.

## 금융 시장

미국 주식 시장은 2001년 9월 10일부터 9월 17일까지 폐장했다. 초기 급락장 이후 DJIA는 약간만 하락한 후 빠르게 상승했다.

2001년 9월 11일 화요일, 첫 번째 비행기가 세계 무역 센터 북쪽 타워에 충돌한 후 뉴욕 증권거래소(NYSE) 개장이 지연되었고, 두 번째 비행기가 남쪽 타워에 충돌한 후 당일 거래가 취소되었다. 나스닥 또한 거래를 취소했다. 이어서 뉴욕 증권거래소 빌딩뿐만 아니라 월가와 전국 여러 도시의 거의 모든 은행 및 금융 기관이 대피 조치를 실시했다. 런던 증권거래소와 전 세계 다른 증권거래소들도 추가 테러 가능성에 대비해 폐쇄되고 대피했다. 뉴욕 증권거래소는 다음 월요일까지 폐쇄된 채로 유지되었다. 이는 뉴욕 증권거래소가 장기간 폐쇄된 역사상 세 번째 사례로, 첫 번째는 제1차 세계 대전 초기 몇 달 동안이었고, 두 번째는 대공황 중이던 1933년 3월이었다. 미국 채권 시장에서의 거래 또한 중단되었다. 또한 주요 미국채 거래자인 캔터 피츠제럴드는 세계 무역 센터에 기반을 두고 있었다. 뉴욕상업거래소 또한 테러 이후 일주일간 폐쇄되었다.
연방준비제도는 "개방되어 운영 중입니다. 유동성 요구를 충족하기 위해 할인창구를 사용할 수 있습니다."라고 성명을 발표했다. 연준은 금융 위기를 막기 위해 테러 발생 후 사흘 동안 매일 1,000억 달러의 유동성을 추가로 공급했다. 연준 이사인 로저 W. 퍼거슨 주니어는 안정적인 경제를 유지하고 금융체계에서 발생할 수 있는 혼란을 상쇄하기 위해 연준이 취한 이러한 조치들과 다른 조치들을 상세히 설명했다.
금 가격은 런던 거래시장에서 온스당 215.50달러에서 287달러로 급등했다. 유가 또한 급등했다. 미국 내 휘발유 가격도 잠시 치솟았지만, 가격 급등은 약 일주일간만 지속되었다. 통화 거래는 계속되었고, 미국 달러는 유로, 파운드 스털링, 일본 엔 대비 크게 하락했다. 다음 날 유럽 주식 시장은 스페인 4.6%, 독일 8.5%, 런던 증권거래소 5.7% 하락하는 등 급격히 떨어졌다. 라틴아메리카 시장의 주식 또한 폭락하여, 거래가 중단되기 전 브라질은 9.2%, 아르헨티나는 5.2%, 멕시코는 5.6% 하락했다.

## 경제 부문

### 보험
9/11 테러로 인한 보험 손실은 이전 최대 규모 재난(허리케인 앤드루) 손실의 1.5배 이상이었다. 손실에는 사업 중단(110억 달러), 재산(96억 달러), 부채(75억 달러), 근로자 보상(18억 달러), 기타(25억 달러)가 포함되었다. 가장 큰 손실을 입은 회사로는 버크셔 해서웨이, 로이즈, 스위스리, 뮤닉 리 등이 있다. 이들은 모두 재보험사로 각 회사당 20억 달러 이상의 손실을 입었다. 재보험사인 스위스리와 발로이제 보험회사의 주가는 10% 이상 하락했고, 스위스 라이프 주가는 7.8% 하락했다.

### 항공사 및 항공 산업
미국과 캐나다 전역의 여러 곳에서 운항 지원(예: 전담 지상 근무자)이 반드시 갖춰지지 않은 곳에서 항공기 운항이 중단되었다. 상당수의 대서양 횡단 항공편이 갠더, 뉴펀들랜드 래브라도주, 핼리팩스, 노바스코샤주에 착륙했으며, 물류는 캐나다 교통부에서 오퍼레이션 옐로우 리본으로 처리했다. 피해자 가족의 즉각적인 필요를 돕기 위해 유나이티드 항공과 아메리칸 항공은 모두 25,000달러의 초기 지원금을 제공했다. 또한 항공사들은 비행편 취소로 탑승을 하지 못한 모든 사람들에게 항공권 구매 비용을 환불해야 했다.
9/11 테러는 항공 산업의 기존 재정적 어려움을 가중시켰다. 테러 이후 항공사 및 항공기 제조사의 주가가 폭락했다. 이미 파산 직전이었던 미드웨이 항공은 거의 즉시 운항을 중단했다. 채무를 이행할 수 없었던 스위스 항공은 2001년 10월 2일에 운항이 중단되었고, 이후 청산되었다. 다른 항공사들은 파산 위협에 직면했고, 테러 발생 후 일주일 만에 수만 명의 해고로 이어졌다. 산업 안정을 돕기 위해 연방 정부는 100억 달러의 대출 보증과 단기 지원을 위한 50억 달러를 포함하는 재정 지원 패키지를 도입했다.
그 후 몇 년 동안 이러한 재정적 압력은 주요 미국 항공사들 간의 합병 물결을 가속화했다. 항공사들은 비용 절감, 효율성 증대, 점점 더 불안정해지는 시장에서의 경쟁력 유지를 위한 전략으로 합병을 추진했다. 일련의 주목할 만한 합병이 산업을 재편했다: 아메리카 웨스트 항공은 2005년에 US 에어웨이스를 인수했고, 이 거래는 결국 2013년에 합병 항공사가 아메리칸 항공과 합병하는 결과를 낳았다. 비슷하게, 델타 항공은 2008년에 노스웨스트 항공과 합병했으며, 유나이티드 항공은 2010년에 콘티넨털 항공과 합병했다. 9/11 테러가 이러한 합병의 촉매제 역할을 했지만, 이러한 추세는 높은 고정 비용, 과잉 생산 능력, 치열한 경쟁 등 규제 완화된 항공 산업 내의 기존 구조적 문제에 의해서도 추진되었다.
테러로 인한 항공 여행 수요 감소는 당시 운항 중이던 유일한 초음속 항공기인 콩코드 (비행기)의 퇴역에 기여한 이유로 여겨진다.

### 관광
뉴욕의 관광 산업은 급락하여 28만 명을 고용하고 연간 250억 달러를 창출하던 부문에서 막대한 손실을 입었다. 테러 발생 후 일주일 만에 호텔 객실 점유율이 40% 미만으로 떨어졌고, 직원 3,000명이 해고되었다. 비행을 꺼리는 현상은 테러 재발에 대한 두려움 증가 때문일 수 있다. 포모나 칼리지의 심리학 교수 수잔 톰슨은 9/11 테러의 직접적인 피해자가 아닌 501명을 대상으로 인터뷰를 진행했다. 이를 통해 그녀는 "대부분의 참가자는 테러 발생 직후 이전보다 더 큰 고통(65%)과 더 강한 비행 공포(55%)를 느꼈다"고 결론지었다.

### 안보
9/11 테러 이후 국토안보, 국방, 민간 부문의 안보 개선에 상당한 자원이 투입되었다.

## 뉴욕시
뉴욕시에서는 9/11 테러 발생 후 세 달 동안 약 43만 개의 일자리가 사라졌고, 28억 달러의 임금 손실이 발생했다. 경제적 영향은 주로 시의 수출 경제 부문에 집중되었다. 뉴욕시의 GDP는 2001년 마지막 세 달과 2002년 전체 동안 303억 달러 감소한 것으로 추정되었다. 연방 정부는 2001년 9월 뉴욕시 정부에 112억 달러의 즉각적인 지원금을 제공했으며, 2002년 초에는 경제 개발 및 인프라 필요를 위해 105억 달러를 제공했다.
9/11 테러는 세계 무역 센터 근처에 위치한 로어맨해튼의 소상공인들에게 큰 영향을 미쳤다. 테러 이후 약 18,000개의 소상공인이 파괴되거나 이전해야 했다. 중소기업청은 지원을 위해 대출을 제공했으며, 커뮤니티 개발 블록 그랜트와 경제적 피해 재난 대출은 연방 정부가 9/11 테러로 피해를 입은 소상공인들에게 지원을 제공하는 데 사용되었다.

## 기타 영향
9/11 테러는 미국의 아프가니스탄 전쟁과 추가적인 국토 안보 지출로 직접 이어졌다. 이 테러는 이라크 전쟁의 이유로도 언급되었다. 2008년 조지프 스티글리츠는 두 전쟁의 비용이 6조 달러를 초과할 것으로 추정했다.